# Kári Arnarsson
Kári Arnarsson (* 2. Juli 2002) ist ein isländischer Eishockeyspieler, der seit 2018 bei Skautafélag Reykjavíkur in der isländischen Eishockeyliga unter Vertrag steht.

## Karriere
Kári Arnarsson begann seine Karriere als Eishockeyspieler bei Skautafélag Reykjavíkur, wo er als 16-Jähriger in der isländischen Eishockeyliga debütierte. 2023 und 2024 wurde er mit seiner Mannschaft Isländischer Meister.

### International
Kári Arnarsson spielte bereits als Jugendlicher für Island. Er nahm zunächst an der U18-Weltmeisterschaft 2019 in der Division III teil. Mit der U20-Auswahl der Isländer nahm er an den Weltmeisterschaften 2020 in der Division III und 2021 in der Division II teil.
Sein Debüt in der Herren-Nationalmannschaft gab er als 17-Jähriger bei der Weltmeisterschaft 2022, als er mit den Isländern beim Heimturnier in Reykjavík von der B- in die A-Gruppe der Division II aufstieg. Dort konnte er bei der Weltmeisterschaft 2023 zunächst aufgrund der Disqualifikation der georgischen Mannschaft die Klasse halten, stieg dann aber bei der Weltmeisterschaft 2024 doch ab. Zudem vertrat er seine Farben bei der Olympiaqualifikation für die Winterspiele in Mailand 2026.

## Erfolge
- 2020 Aufstieg in die Division II, Gruppe B, bei der U20-Weltmeisterschaft der Division III
- 2022 Aufstieg in die Division II, Gruppe A, bei der Weltmeisterschaft der Division II, Gruppe B
- 2023 Isländischer Meister mit Skautafélag Reykjavíkur
- 2024 Isländischer Meister mit Skautafélag Reykjavíkur